# Юна (певица)
Им Юна (на корейски: 임윤아) (истинско име: Im Yoon-ah, роден на 30 май 1990 г.) е певица и актриса, която служи като водеща танцьорка и подвокалистка на южнокорейската момичешка група Гърлс Дженерейшън..
От 14 юли 2007 г. до 9 септември 2007 г. дебютира като актриса в телевизионната драма „2 Out in the end of the 9th“, която се излъчва и завършва на 9 септември 2007 г.  Освен като певица, Юна участва в различни телевизионни драми. По-специално, „Ти си моята съдба“ (2008 г.) и „Мъжът Пепеляшка “ (2009 г.), „Любовен дъжд“ (2012 г.), „Премиерът и аз“ (2013 г.), „К2“ (2016 г.) и китайската драма „Богът на войната Джао Рьонг“ (2016) и др. През 2017 г. дебютира на екрана с филма „Сътрудничество“ и се утвърждава като актьор, който пресича драми и филми.

## Биография
Юна е родена на 30 май 1990 в Сеул, Южна Корея. Тя е била част от SM Entertainment Saturday Open Casting Audition през 2002 и започва да тренира с другите трениращи в SM Entertainment в областите актьорско майсторство, пеене и танцуване. Юна тренирала в SM Entertainment 5 години и по-късно се присъединила и дебютирала с Girls' Generation.

## Кариера

### Girls' Generation
Юна се присъединила към SM Saturday Open Casting Audition през 2002, където изпяла Please, танцувала Britney Spears Oops..! I did it again и BoA' Valenti. По-късно започнала да тренира при SM Entertainment в различни области. През 2007 Юна била избрана за член на групата Girls' Generation. 9-членната група дебютирала на 5 август 2007.

### Актьорско майсторство
Юна направила своя дебют като актриса през 2007 в драмата 9 Ends, 2 Outs. 2008 Юна участва в драмата Woman of Matchless Beauty, преди да получи първата си водеща роля в драмата You Are My Destiny, където тя получила важни признания в актьорството си. Юна снимала драма Cinderella Man през 2009, заедно с Куон Санг-уоо.
През 2011 Юна има главна роля в драмата Love Rain, където си партнира с Джанг Гън-сок. Драмата се пусна в ефир на 26 март 2012 по KBS2. Love Rain е фантастична драма за съдбата и как потомството на двойка от 1970, с неосъществена любов, също успяват да се влюбят. Love Rain се режисира от Юн Сук Хо, със сценарии, написан от О Су Йеон.

### Телевизия
Юна е била гост в предаването Family Outing по SBS TV, което приключило на 14 февруари 2010 и постоянните участници в него били Юн Санг-хюн, Ким Уон-хи, Джи Санг-Рьол, Шин Бонг-сеон, Джанг Донг-мин, Ким Хийчул от Super Junior, Джо Куон от 2AM и Ок Таекйеон от 2PM.
На 24 декември 2011, тя е била MC на 2011 KBS Entertainment Awards, заедно с Шин Донг Йеоб и Ли Джи Ае. Също така тя е била MC на 2011 SBS Gayo Daejun, заедно с И Сънг Ги и Сонг Джи Хьо.

### Промоции
Преди своя дебют, Юна е била добре позната в развлекателните индустрии като започнал да снима реклами и да моделира пред много списания, докато тренирала в SM Entertainment. Отделно от рекламите на групата, тя е понастояще модел на Clean & Clear, YeJiMin Pad, Innisfree Cosmetics, S-Oil, Eider, Ciba Vision’s DAILIES & FreshLook Contact Lenses.
През май 2008, Юна и двете ѝ приятелки от групата, Тифани и Джесика, а също и членовете на групата TVXQ участват в телевизионна реклама на Haptic Motion. Заедно със Сойонг, тя моделира за '08 – 09 F/W SFAA Seoul Collection – Lee Joo-Young Fashion Show' в Seoul Hakyohul Exhibition Hall на 20 март 2008.
На 29 март 2010, Юна, Тейон, Юри, Сохйон и Сойонг биват наети от Nintendo Korea като модели на кампанията за конзолата за игра, Nintendo DSi.
През април 2010, заедно с Юри и Сохьон и членовете на групата 2PM – Никхън, Такйеон и Чангсънг, тя снима реклама за Everland's Caribbean Bay. Рекламата е показана в средата на май и е съпровождана от песента Cabi Song.
Юна бе избрана сред знаменитости като Рейн, Ким Хи-сън, Джи Джин-хи, Ха Джи-Уон, Сон Йе-Джин, Ким Хьон-джунг и Юнхо, да бъде модел на Cartier's LOVE collections. Постъпленията от продажбата на гривните ще отидат в интернационалната организация International Vaccine Institute (IVI).
Юна пуснала своята първа соло песен Innisfree Day на 30 август 2010 за Eco Handkerchief's promotion of Innisfree Cosmetics.

## Дискография
```
* Innisfree Day (Innisfree promotion song)
* Cover of Madonna's „4-Minutes“ (с участието на Justin Timberlake)
* Cover of Rumble Fish's „Introduce Me To A Good Person“
```

## Филмография
| Година | Заглавие                  | Роля                                  |
| ------ | ------------------------- | ------------------------------------- |
| 2007   | 9 Ends 2 Outs             | Shin Joo Young (подкрепяща роля)      |
| 2008   | Unstoppable Marriage      | като BoolGwangDong (седмата принцеса) |
| 2008   | Woman of Matchless Beauty | Mi Ae (подкрепяша роля)               |
| 2008   | You Are My Destiny        | ang Sae Byuk (главна роля)            |
| 2009   | Cinderella Man            | Seo Yoo Jin (главна роля)             |
| 2012   | Love Rain                 | Kim Yoon Hee/Jung Ha Na (главна роля) |

| Година | Заглавие        | Роля                |
| ------ | --------------- | ------------------- |
| 2009   | Family Outing   | Гост Ep 36 – 37     |
| 2010   | Family Outing 2 | Главна роля         |
| 2011   | Running Man     | Гост Ep 39, 63 & 64 |

| Година | Заглавие на песента      | Изпълнител              |
| ------ | ------------------------ | ----------------------- |
| 2004   | „Magic Castle“           | TVXQ                    |
| 2006   | „U“                      | Super Junior            |
| 2006   | „My Everything“          | The Grace               |
| 2007   | „Marry U“                | Super Junior            |
| 2008   | „Propose“                | Lee Seung-Cheol         |
| 2009   | „That Guy's Woman“       | 24/7                    |
| 2010   | „Caribbean Bay“          | Girls' Generation и 2PM |
| 2011   | „Replay (Japanese Ver.)“ | SHINee                  |

| Дата             | Събитие                  |
| ---------------- | ------------------------ |
| 24 декември 2011 | KBS Entertainment Awards |
| 29 декември 2011 | SBS 'Gayo Daejun'        |
| 14 ноември 2010  | Love Sharing             |
| 26 декември 2009 | KBS Entertainment Awards |

## Реклами
```
# [2004 – 2008] Elite Uniform Model
# [2006] Teun Teun English „Follow Me“
# [2006] Sanyo Eneloop Rechargeable Battery
# [2006 – 2007] Elite (със SS501)
# [2007] Sunkist Lemonade (с Heechul и Kangin)
# [2007] Solar-C Vitamin
# [2008] Elite Uniform (с 2PM)
# [2008 – 2009] Clean & Clear (с So Eun)
# [2008 – 2009] YeJiMin
# [2009 – 2012] Innisfree
# [2010] S-Oil
# [2010] Caribbean Bay (с 2PM)
# [2011 – 2012] EIDER (с Lee Minho)
# [2012] Ciba Vision's FreshLook & Dailies
```

## Награди
| Година | Награда                                  | Категория | Резултат   |
| ------ | ---------------------------------------- | --- | ---------- |
| 2008   | KBS Drama Awards и Korean Drama Festival | Best New Drama Actress „(You Are My Destiny)“ и Netizen Award „(You Are My Destiny)“ и Netizen Popularity Award „(You Are My Destiny)“ | Печели     |
| 2009   | Baeksang Arts Awards                     | Best New Actress „(You Are My Destiny)“ и Netizen Popularity Award „(You Are My Destiny)“                                              | Печели     |
| 2010   | Baeksang Arts Awards                     | Netizen Popularity Award „(Cinderella Man)“                                                                                            | Печели     |
| 2012   | Mnet 20's Choice Awards                  | Hot Female Drama Star "(Love Rain) | Номинирана |
| 2022   | Grand Bell Award                         | Best supporting actress | Печели     |